# Music Pick up 80's&90's
『Music Pick up 80's & 90's』(ミュージックピックアップエイティーズアンドナインティーズ)は、2020年9月28日からLuckyFM茨城放送で放送されているラジオ番組。パーソナリティは元茨城放送アナウンサーでフリーアナウンサーの石井哲也。

## 概要
80年代・90年代の中から1年をピックアップし、その年にリリースされた曲と22時台と23時台後半にオンエアする音楽番組である。23時台前半は特集を放送し、その時代に流行ったアーティストやテーマに沿った選曲をしている。オンエアされる楽曲はリスナーのリクエストによるもので、基本フルサイズでオンエアしている。リクエストは一人につき1週1通が決まりで、1通のメールにピックアップ年のリクエストとテーマ特集のリクエストをタイトルか文面にて分かるように記載して、メールかLuckyFM茨城放送の投稿フォームから送信する。原則、前日月曜日が投稿締切日である。
事前に届いたメールによるリクエストを元に選曲し、曲順など番組の構成をしているが、ツイッターの番組推奨ハッシュタグ「#mp8090」でツィートされた曲への思いや番組への感想、石井へのメッセージ、蘊蓄をしばしば番組内で取り上げる『双方向』性が強みであり、魅力としている。特にしばしばツイッター初参戦の新参リスナーを目ざとく見つけ出して紹介する記憶力と瞬発力は驚嘆に値する。
合言葉は「ナウでヤングな青春時代にプレイバーック！」。リスナーの総称は『ナウヤン同盟』。番組のラストでは、メールが採用されなかったリスナーの「ナウヤンネーム」（ラジオネーム）を読み上げる「愛の点呼」を行う。また、リクエストが採用されなかったリスナーがtwitterで没曲をつぶやいて供養することを「お焚き上げ」、ピック・アップ・イヤーのリクエスト曲のことを「PUY」と称している。
曲順の8曲目は必ず洋楽をピックアップするという洋楽枠を設けている。
2020年9月28日、月曜 21:00 - 22:00の時間枠で放送開始。2021年3月30日放送分より、放送曜日を火曜に移したうえで放送時間を2時間に拡大した。
パーソナリティの石井哲也の茨城放送退社にともない、2022年8月2日放送分より、放送スタジオが水戸ラッキースタジオから東京ラッキースタジオに変更された。
2023年10月31日放送の第162回においてパーソナリティの石井が公式X（旧Twitter）を開設したことを発表した。

## エピソード
- 番組初期の頃、西城秀樹の曲を紹介した際、『ハウスバーモンドカレー』のCMのフレーズをモノマネしたのが受けたのがきっかけで生歌を披露するようになった。番組では毎回生歌を歌う回数をカウントすることが恒例となっていて、石井本人も回数を言及している[1]。特に2020年12月28日放送の第14回(1981年特集回)では松山千春の「長い夜」をパーソナリティの石井自身がフルコーラス生歌で披露する離れ業を披露した。

- 番組前半の曲順については、夫婦関係、当時交際が報じられた男女、公式お兄ちゃんと妹など何かしらの繋がりを匂わせる並びが続き、毎回憶測を呼んでいる。石井自身も意図的な選曲であることを仄めかしている。

- 23時台前半の特集では、アーティスト本人や公式アカウントから反応があることがある。特に2022年1月25日放送の第70回の「DREAMS COME TRUE」特集ではドリカムのリーダーでベーシストの中村正人本人が本番中に番組推奨ハッシュタグ「#mp8090」をつけてドリカム特集について言及し、Twitterのタイムラインがざわついた。石井自身も中村のツイートに即反応し、番組内で感謝を述べていた。

- 2023年3月28日放送の第131回では冒頭2分2秒間マイクから石井の声が出ないというマイクトラブルがあった。2分3秒で音声が戻ると早口でオープニング口上からの提供紹介を行い、通常の落ち着いた雰囲気とは正反対の石井の焦りが電波を通して伝わってきた。尚、OPテーマであるQueenの「RADIO GA GA」がBGMとして流れており、無音にはならなかったので放送事故ではない。